# Zoutkamp

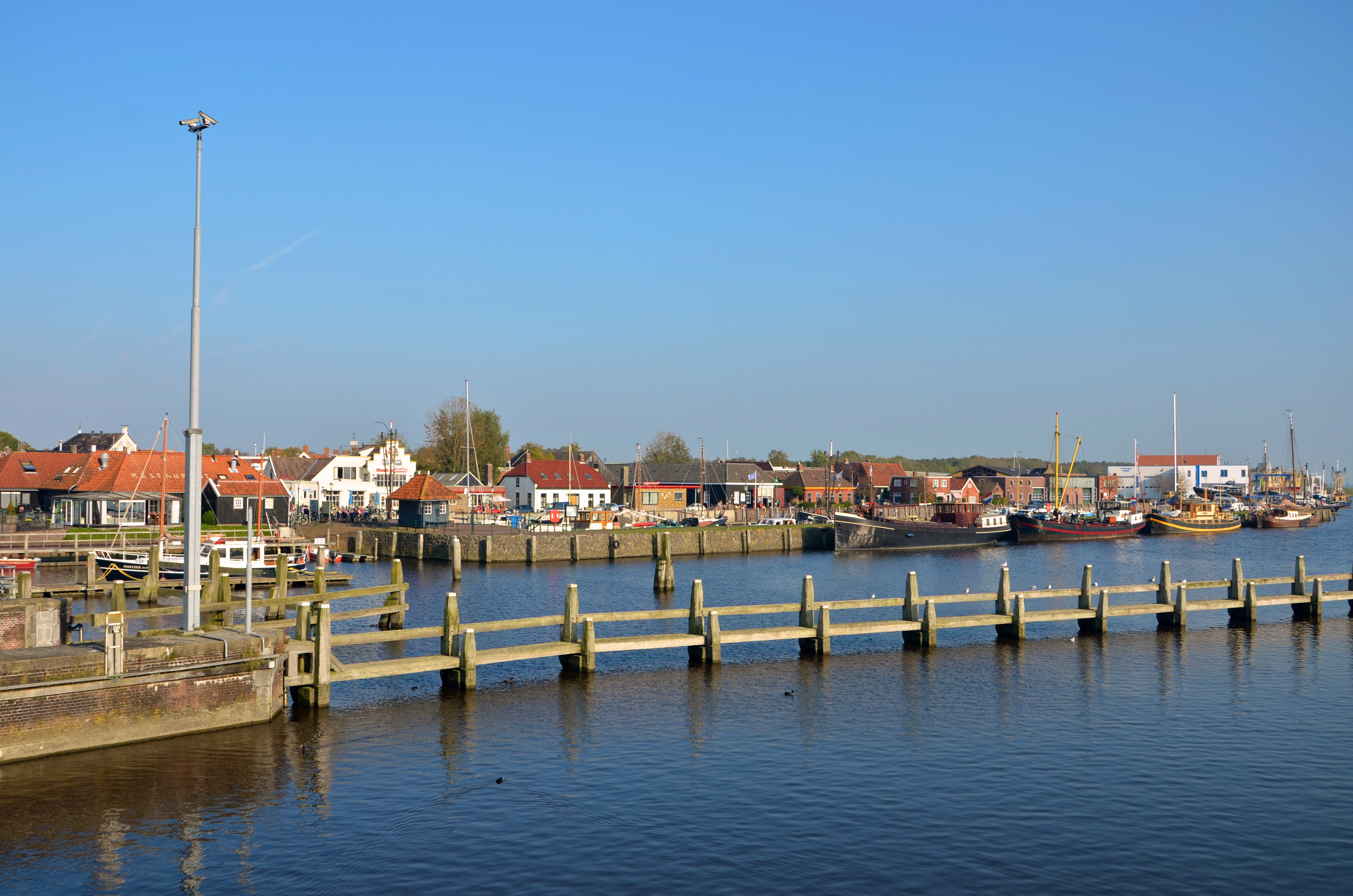
Blik op Zoutkamp vanaf de brug

Zoutkamp (Gronings: Zoltkamp of Soltkamp ([zɔ̝.lkɑmp]) (Soltkamp zegt men in het Westerkwartier, terwijl in Zoutkamp zelf Zoltkamp de juiste uitspraak en spelling is; Fries: Sâltkamp) is een dorp in de gemeente Het Hogeland in de Nederlandse provincie Groningen. Het dorp telde in 2023 volgens het CBS 1.185 inwoners. De naam verwijst naar zijn ligging aan de voormalige Lauwerszee (kamp = veld). De inwoners hadden vroeger als bijnamen Schelleviskoppen of Vlintboksems.

## Geschiedenis
De eerste vermelding van de plaats dateert uit 1418, toen een inwoner van Soltcampum werd genoemd. De betekenis van de naam duidt mogelijk op de winning van zout uit het buitendijkse zoutveen. Een 'kamp' is een omheind stuk land. Deze zoutwinning zou, net als bijvoorbeeld bij Kommerzijl, te gronde zijn gegaan door de Tachtigjarige Oorlog.

### Vesting
Zoutkamp lag op een strategische plek aan de monding van het Reitdiep in de Lauwerszee. Tot de gereedkoming van het Eemskanaal in 1876 was dit de enige toegang tot de stad Groningen vanaf zee. Tijdens de Tachtigjarige Oorlog was er een Spaans garnizoen gelegerd. In 1576 werd de schans Soltecampe gebouwd als bolwerk van de troepen van de Spaanse koning. In de jaren daarop werden vanuit Friesland, dat onder het bestuur stond van de latere Republiek der Zeven Verenigde Nederlanden, door watergeuzen plundertochten uitgevoerd naar de dorpen in de buurt van Zoutkamp en werden Warfhuizen en Zuurdijk in brand gestoken. Ook werden door de opstandelingen plannen gemaakt om de forten en verdedigingswerken in de Ommelanden te veroveren om zo de stad Groningen te kunnen aanvallen. In oktober 1589 zeilde Willem Lodewijk met 400 man vanuit Oostmahorn naar Soltkamp en wist deze plaats te veroveren tijdens de Slag om Zoutkamp. Zoutkamp was een militaire versterking waar vooral soldaten leefden. Het dorp had in 1591 een eigen predikant en kreeg daarna vermoedelijk ook een garnizoenskerkje. De kerkelijke gemeente werd in 1604 gecombineerd met Vierhuizen, maar het dorp had nog in 1616 een eigen predikant.
De plaats bleef nog eeuwenlang een militair fort. Qua sterkte stelde dit echter in de 17e eeuw weinig meer voor. De oorspronkelijke vijfhoekige vesting werd verbouwd tot een kleiner vierhoekig fort. Aan het eind van de 18e eeuw, bij het ingaan van de Franse tijd in Nederland was de schans sterk vervallen. In 1799 werd er daarom uit vrees voor een Engelse inval een Frans garnizoen geplaatst dat de schans en het bastion aan oostzijde herstelde en versterkte met een kustbatterij. Ook werd er in die tijd een kazerne gebouwd die later in 1832 nog als tijdelijk ziekenhuis voor leprapatiënten is gebruikt. Nadat de vestingwet dit mogelijk maakte werd in 1879 het kruitmagazijn gesloopt, en in 1882 de gehele militaire vesting opgeheven.

### Verbindingen en economie

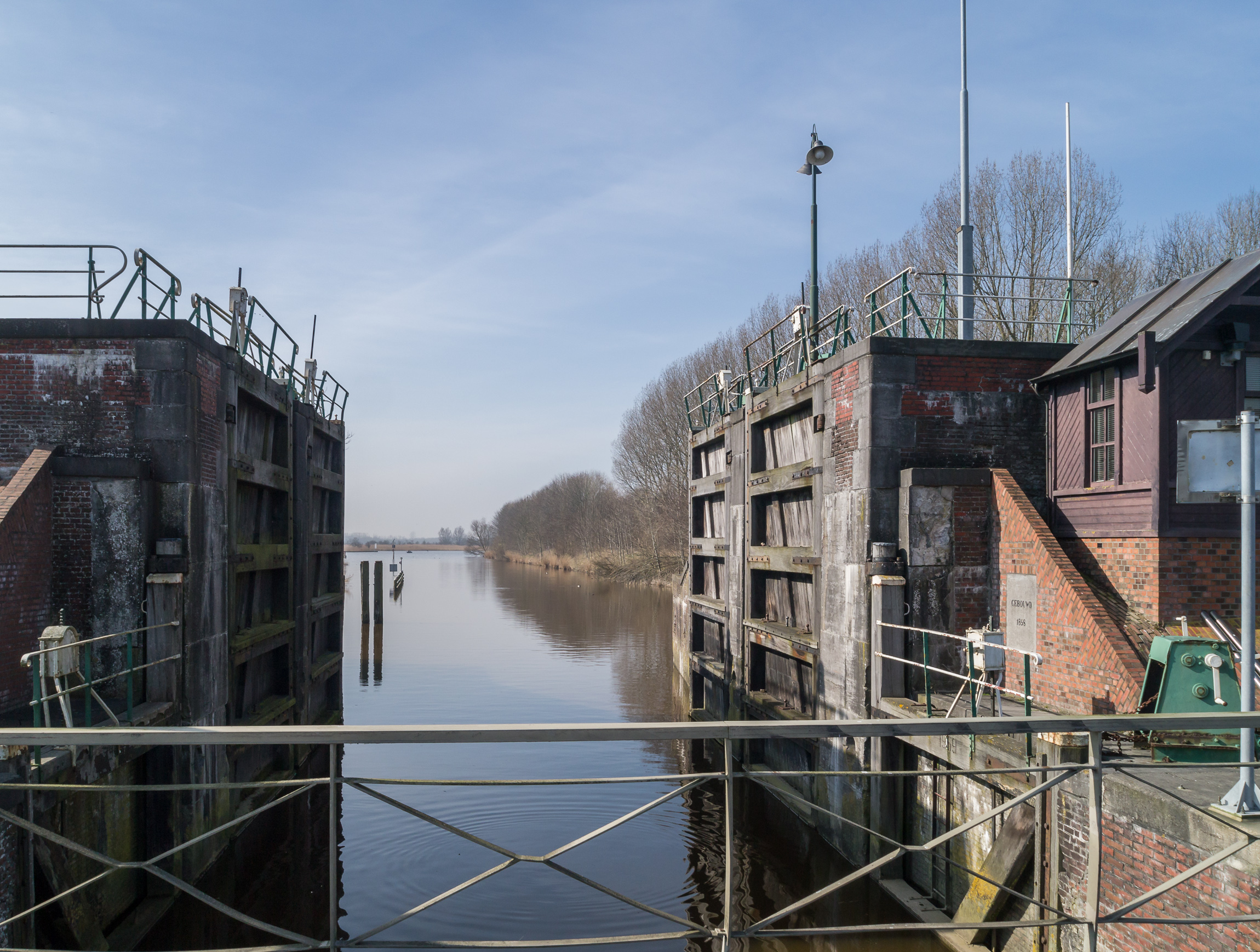
Hunsingosluis met sluismeestershuisje, Zoutkamp.

De bevolking van Zoutkamp viel bestuurlijk gezien gedeeltelijk onder Vierhuizen en gedeeltelijk onder Houwerzijl (eerder Vliedorp). Aan het eind van de 17e en in 18e eeuw kwamen er vissers wonen in de oude schans. Het doopboek van de hervormde kerk van Vierhuizen, dat begint in 1673, vermeldde jaarlijks twee of drie kinderen uit Zoutkamp. Rond 1750 waren dat er al vijf of zes, rond 1800 een stuk of twintig. In 1756 stonden in Zoutkamp 25 huizen. Een kaart uit 1806 toont zo'n 100 grotere en kleinere woningen. De nederzetting bestond uit organisch gegroeide nauwe straatjes met dicht op elkaar gebouwde huisjes
Nadat in 1825 een vissershaven was opgeknapt, nam de bevolking nog iets verder toe zodat in 1836 een eigen kerk kon worden gebouwd op de plek van de Oude Batterij oftewel het Noorderbolwerk. 
Rond 1850, toen ook de Kleine Batterij (aan noordzijde van Hunsingoweg en Spuistraat) was geslecht, telde de plaats ongeveer 25 vissersschepen (snikken en schuiten) waarmee werd gevist op bot, schar, schelvis en schol. Ook werden veel oesters opgevist  In die tijd bedroeg de bevolking reeds 660 inwoners.
In 1858 werd het Hunsingokanaal gegraven en werd de Hunsingosluis geplaatst. Hierdoor verbeterde de economische positie van de plaats dankzij de betere toegang voor het scheepvaartverkeer. Achter de sluis werd rond 1880 een binnenhaven gegraven ten noorden van de vroegere Kleine Schans. Ten zuiden daarvan stond een voormalige kazerne die De Barak werd genoemd waarin armen en grote gezinnen werden ondergebracht. Dit gebouw werd in 1930 afgebroken.

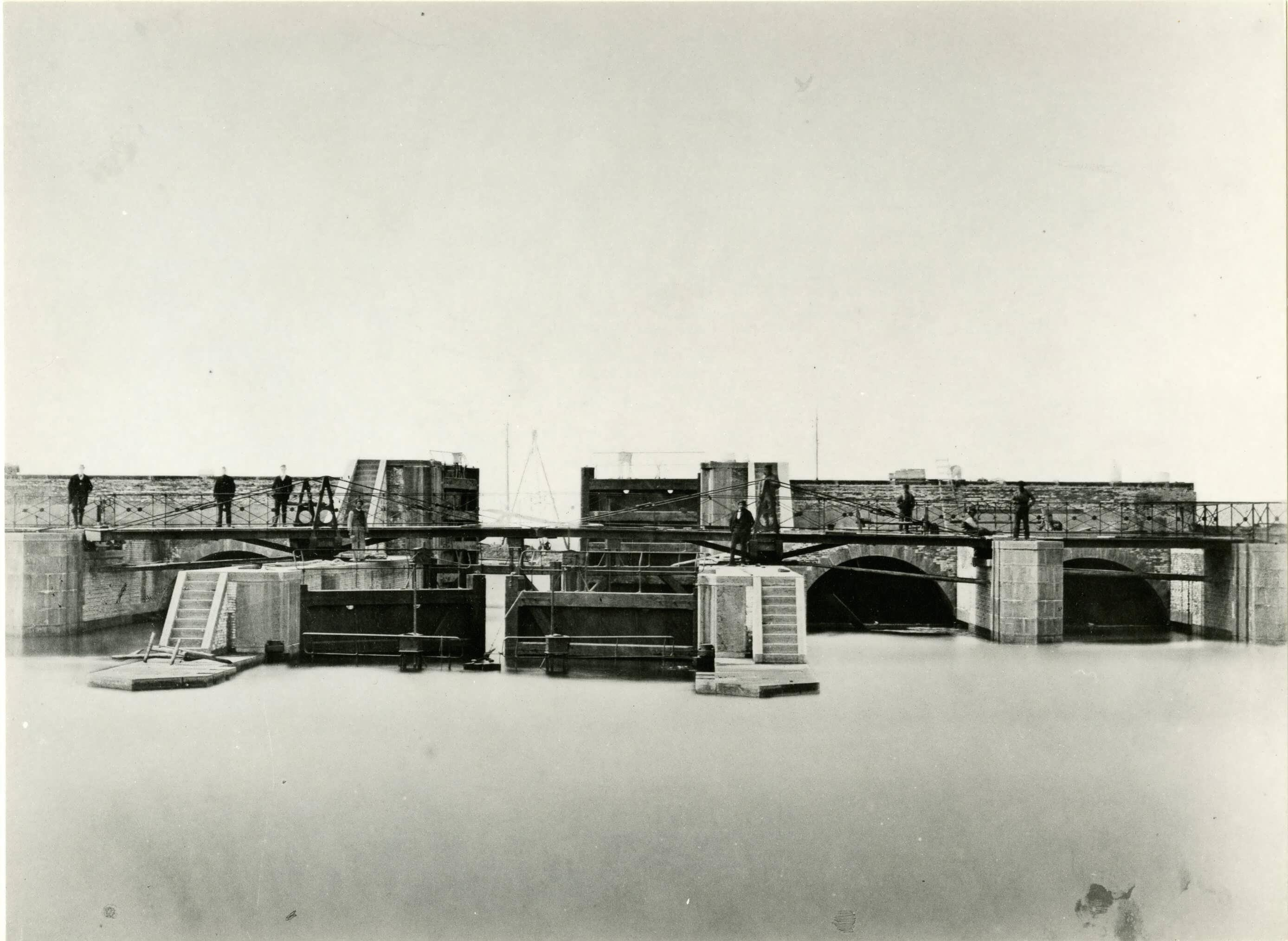
Binnenzijde van de Groote Provinciale sluis in het Reitdiep, onderdeel van de provinciale dijk die in 1877 gereedkwam; circa 1877.

Tot 1877 had het dorp een veerverbinding over het Reitdiep. In dat jaar werd het Reitdiep tussen Zoutkamp en Nittershoek afgesloten met de Provinciale dijk met daarin de Groote Provinciale sluis, die de bijnaam 'Poort tot Groningen' kreeg. Friesland kreeg in verband met de eigen waterhuishouding in dezelfde dijk de Friesche sluis ernaast als afsluiting van de Lauwers. Dankzij de Reitdiepsluis had het dorp een verbinding met de andere zijde in de vorm van een brug. Hierdoor verminderde het isolement van het dorp. De buitenhaven bestond uit de havenkades het Korte heufd en het Lange heufd. Hier lagen de vissersboten en vertrok later ook de veerboot die via Oostmahorn naar Schiermonnikoog voer. Tussen 1887 en 1906 was hiervoor de 25 meter lange raderstoomboot Sophia van kapitein Brands in gebruik. De boot, die geschikt was voor 160 personen, voer ook op Groningen.
De industrie ter plaatse was vooral gericht op de visserij, waarbij de vrouwen in de fabrieken werkten. Ook was er in de 19e eeuw een levendige schelpenvisserij ten behoeve van de kalkbranderij die in de jaren 1860 door de Zoutkampse ondernemer Woldring(h) langs het kort daarvoor gegraven Hunsingokanaal was gebouwd. De twee kalkovens domineerden samen met de torens van beide kerken en de molen rond 1900 het dorpsbeeld. Woldring was ook verantwoordelijk voor de bouw van een scheepswerf die rond 1900 alweer werd gesloten, een in 1872 gebouwde fabriek voor portlandcement en een stoomzaagmolen.
In de tweede helft van de 19e eeuw, voordat de garnalenvisserij opkwam, ging het slecht met de visserij. Veel jonge Zoutkampers schakelden over op een bestaan in de schelpen, vertrokken naar andere vissersplaatsen of monsterden aan op buitenlandse zeeschepen. In 1883 vergingen drie vissersschepen uit Zoutkamp, bij wat de ramp van Paesens en Moddergat werd genoemd, tijdens een zware storm waarbij negen mensen om het leven kwamen. Ter nagedachtenis werd later een monument opgericht op de dijk. Rond het begin van de 20e eeuw bereikte de Zoutkampse economie een hoogtepunt met de opkomst van de garnalenvisserij.

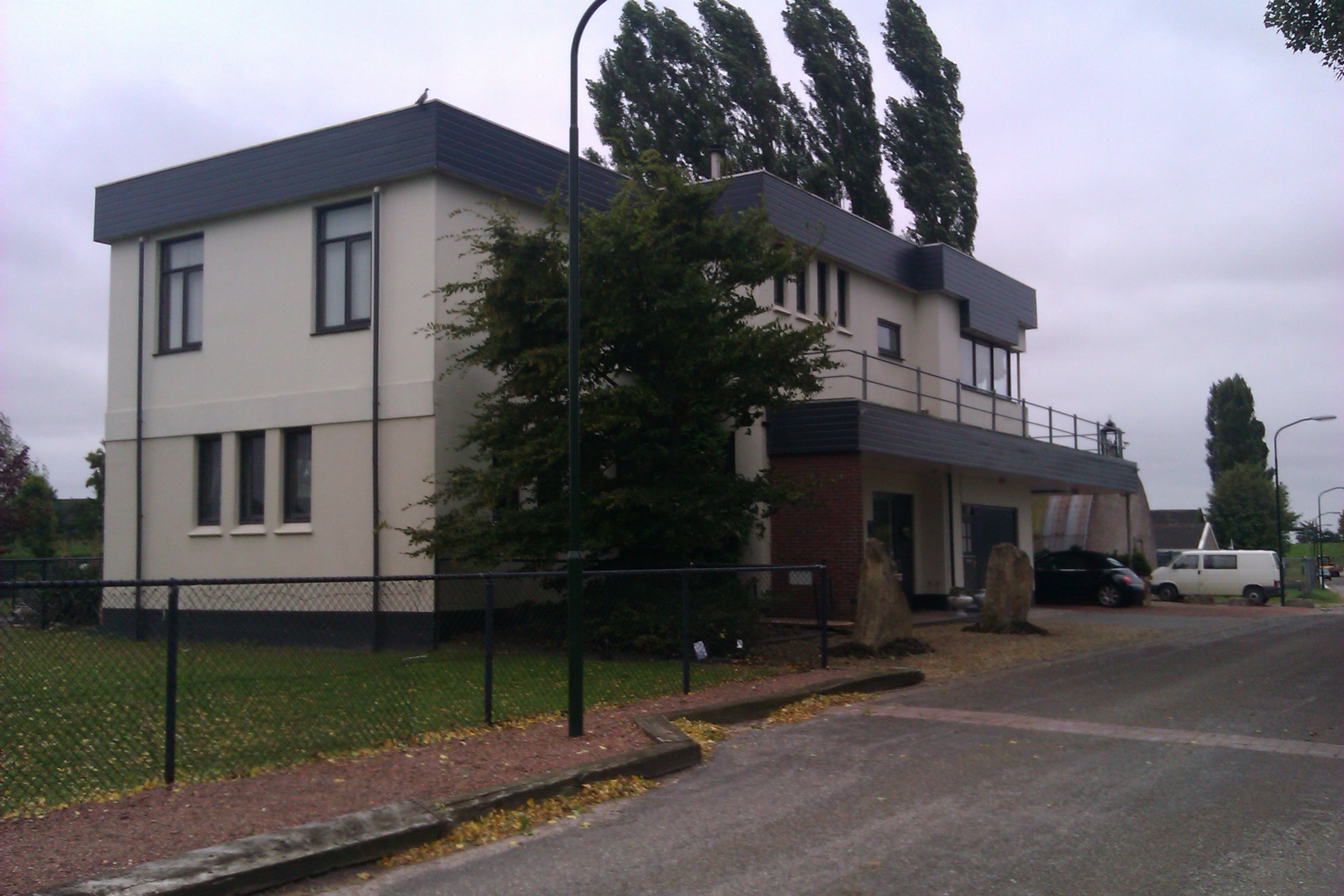
Station Zoutkamp.

Tot begin 20e eeuw was er een postkoetsverbinding met Winsum. In 1922 kwam echter de spoorlijn naar Groningen gereed, waardoor naast reizigers ook vis sneller naar de stad kon worden vervoerd vanaf Station Zoutkamp. Tegelijkertijd werden snelle nieuwe motorboten, trawlers in gebruik genomen, zodat verder op zee kon worden gevist en vis en garnalen sneller naar het dorp konden worden gebracht. In het dorp ontstonden verschillende garnalendrogerijen en voor huisvrouwen en kinderen was er in de jaren tussen beide wereldoorlogen een goede bijverdienste in de thuispellerij. Tussen 1930 en 1933 werd een groot haventerrein aangelegd en werd een vishal gebouwd.
Door de eeuwen heen had Zoutkamp verschillende korenmolens, de voorlaatste werd in 1822 gebouwd en de laatste in 1852. Deze brandde echter af in 1933 waarbij ook een aantal omringende gebouwen in de as werd gelegd. Op de smalle strekdam tussen de Lauwers en het Reitdiep stond begin 20e eeuw verder de kleine poldermolen van molenaar Jan Mulder die ergens in de 20e eeuw moet zijn verdwenen.

### Tweede Wereldoorlog
Gedurende de Tweede Wereldoorlog werd de plaats bezet door gemiddeld 80 tot 100 Duitse soldaten, waarvoor onder andere tussen de twee sluizen grote barakken werden gebouwd. In 1942 werd de spoorweg opgebroken, over een deel van het baanlichaam ligt nu de provinciale weg richting Winsum. Het reizigersvervoer, dat wegens grote verliezen al in 1938 was gestaakt (afgezien van een kortstondige terugkeer in 1940), werd sindsdien verzorgd door de bussen van de in Zoutkamp gevestigde Marnedienst. Het stationsgebouw (Stationsstraat 6) raakte door brand beschadigd in 1977 en werd sindsdien sterk verbouwd, zodat het niet meer te herkennen is als zodanig. Een bijgebouw en personeelswoning zijn nog wel in oude staat aanwezig.
De kade bij het Reitdiep werd tijdens de oorlog getroffen door 2 bommen en tegen het einde van de oorlog werd de brug over het Reitdiep opgeblazen. Op 15 april 1945 werd het dorp bevrijd door Canadese troepen.

### Visserij

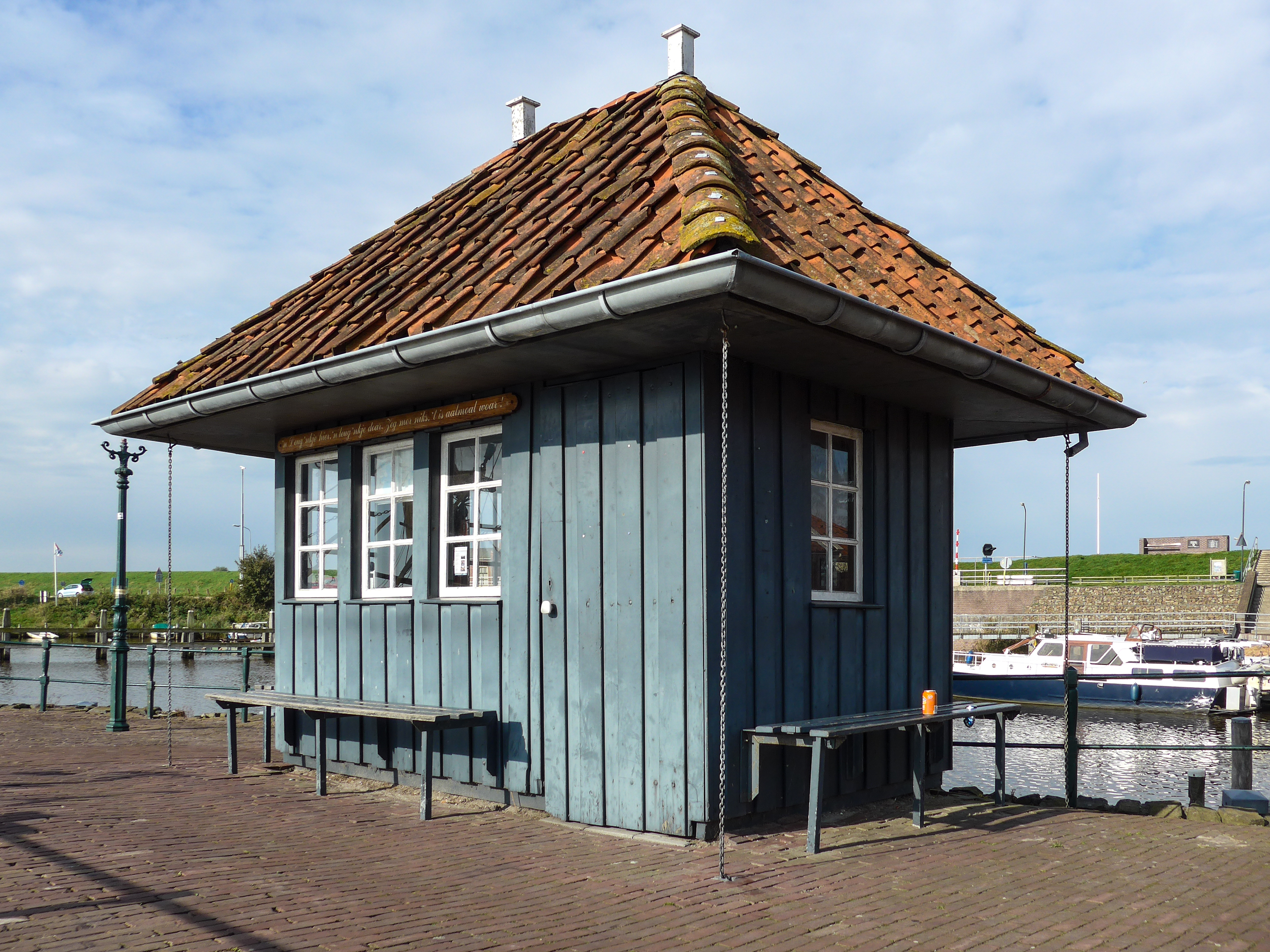
De leugenbank aan de haven van Zoutkamp (2014). Op het gebouwtje staat de tekst: n Leug'nkje hier, 'n leug'nkje doar. Zeg mor niks, 't is aalmoal woar!

Tot in de jaren 1960 was Zoutkamp een vissershaven. Nadat, zeer tegen de zin van de bevolking, de Lauwerszee was afgesloten, werd de haven in 1969 verplaatst naar Lauwersoog. Daar vonden enkele tientallen trawlers en garnalenkotters met de lettercode ZK een nieuwe ligplaats en er werd een nieuwe visafslag gebouwd. De betonningsdienst kreeg er een plek en de veerboot van Wagenborg naar Schiermonnikoog vertrok sindsdien ook vanaf Lauwersoog.
Daarmee verdween een groot deel van de bedrijvigheid en levendigheid uit het dorp, dat tot in de jaren 1980 in een proces van versukkeling doormaakte. Voor de oude haven strekt zich tegenwoordig achter de Zoutkamperril het Lauwersmeer uit. De woede over de afsluiting was in 2009 bij het 50-jarig bestaan van het Lauwersmeer nog zo aanwezig onder de bevolking dat een bestuurslid van het Visserijmuseum Zoutkamp liever sprak van een 'herdenking' dan van een 'viering'.
In het verleden was de haven van Zoutkamp heel belangrijk voor de garnalenvisserij. Hierdoor ontstonden in 1900 twee bedrijven waaruit in 1950 de garnalenverwerkende fabriek Heiploeg ontstond, waarbij de garnalen door thuiswerkers werden gepeld. Vanwege de strengere eisen op het gebied van hygiëne die de loonkosten opdreven wordt het pellen sinds 1990 vooral in Marokko gedaan. Heiploeg is vanuit het centrum verhuisd naar een nieuwe fabriek buiten het dorp, bij ingebruikname de grootste van Europa. Een visverwerkende afdeling van het bedrijf bevindt zich in de haven van Lauwersoog.

### Sanering

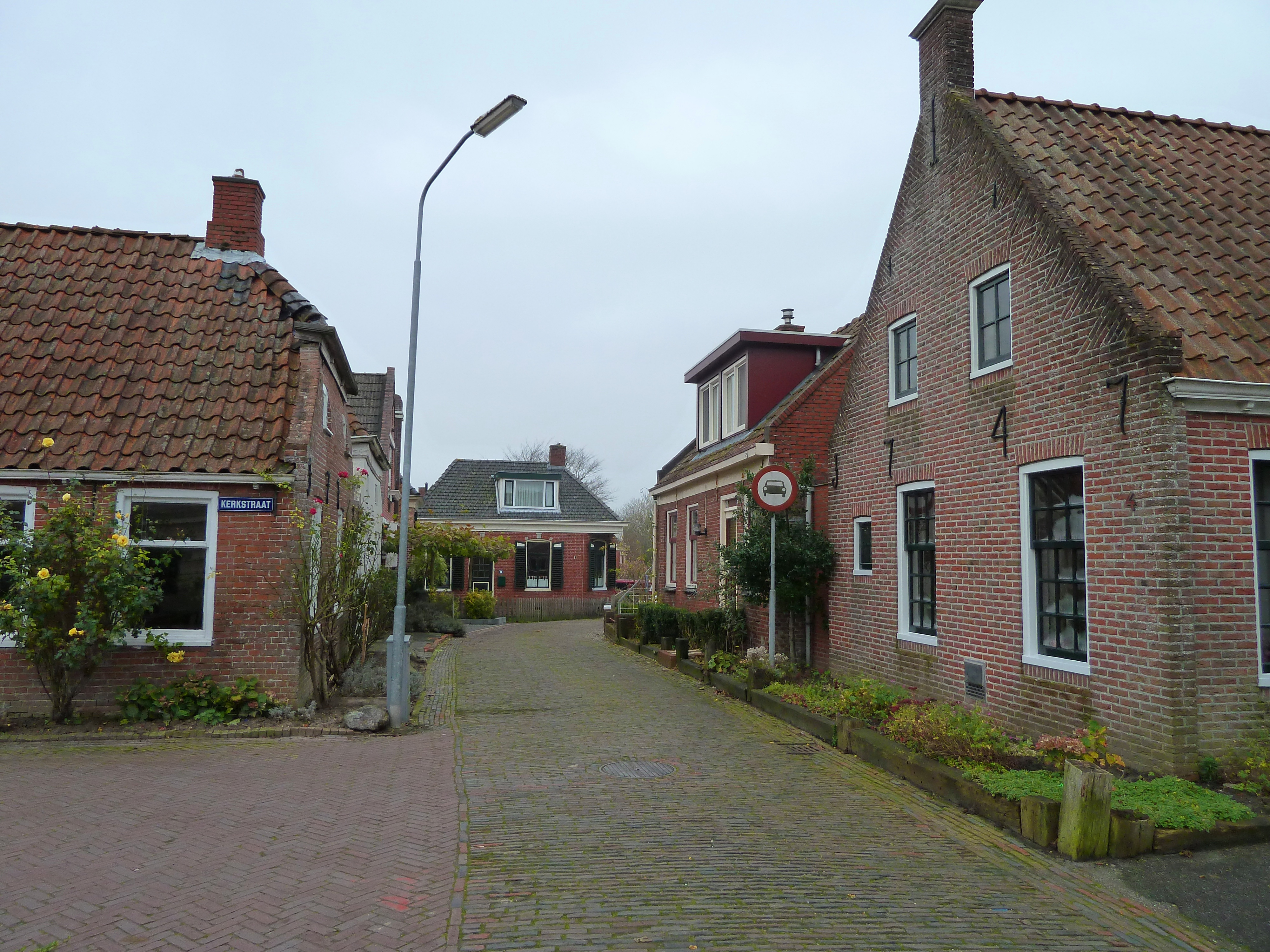
Oude vissershuisjes in de Vissersstraat

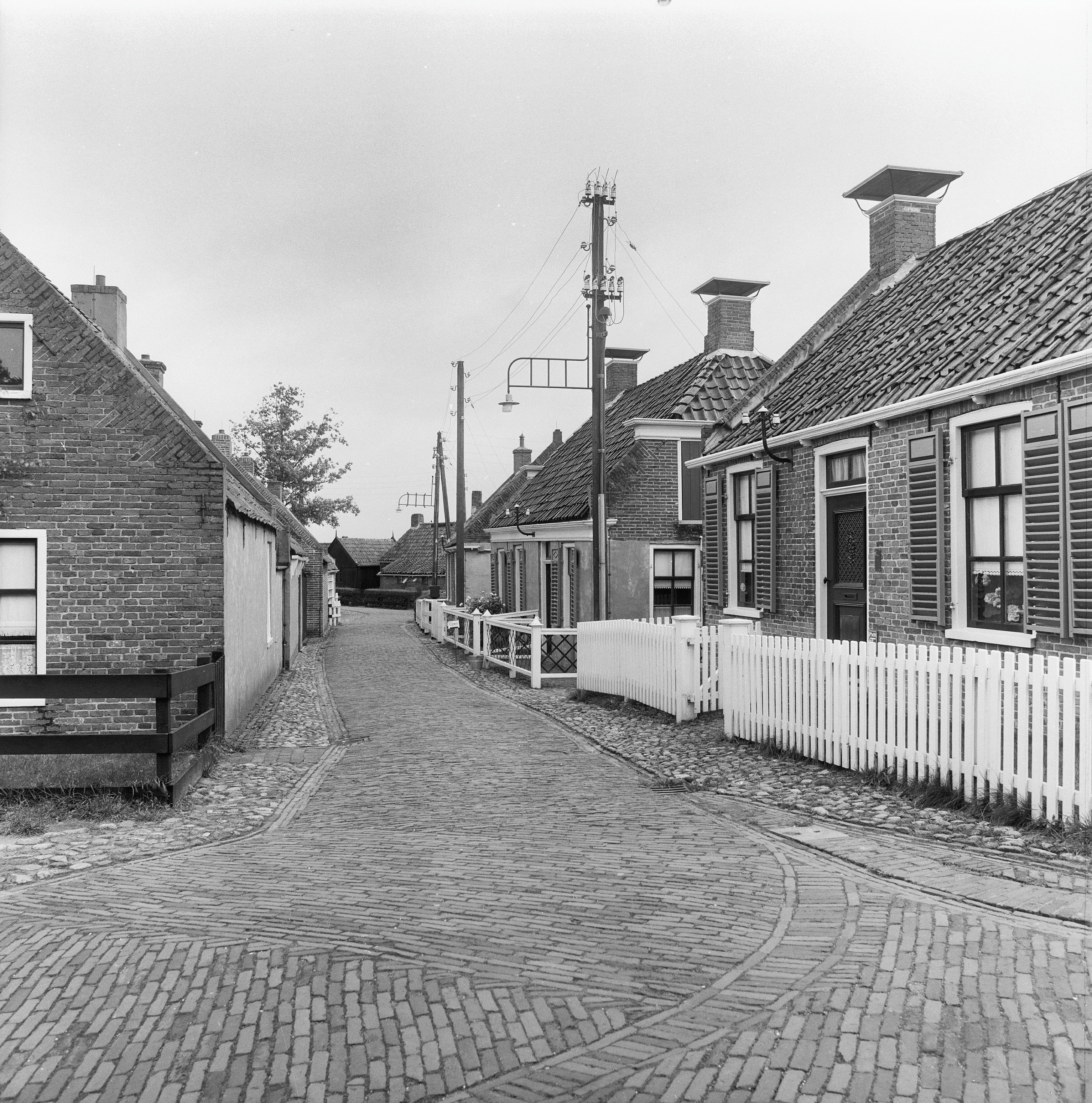
Oude vissershuisjes uit Zoutkamp in het Zuiderzeemuseum te Enkhuizen.

Na de oorlog waren veel van de huizen in het oude dorp verkrot. In 1956 besloot de gemeente Ulrum tot sanering van het hele centrum, wat inhield dat vanaf 1960 veel 18e- en 19e-eeuwse vissershuisjes werden gesloopt. Of zoals een wethouder het destijds zei: "Zoltkamp, doar mout de bulldozer deur". Dertien huisjes werden in 1973 overgebracht naar het Zuiderzeemuseum te Enkhuizen, waar ze in het buitenmuseum werden opgebouwd in een apart buurtje.
De Ulrumse burgemeester die in 1973 hiervoor toestemming verleende, Hans Krajenbrink, werd twee jaar later zelf burgemeester van Enkhuizen.
Van de oude bebouwing is in Zoutkamp alleen nog wat terug te vinden in de Vissersstraat achter in het vroegere centrum.
De meeste Zoutkampers waren blij met de sloop van de kleine verkrotte huisjes, daar deze vervangen zouden worden door ruimere woningen, een doorgaande weg en de bouw van een winkelcentrum. Bij het dorp kwam een jachthaven in het kader van de ontwikkeling van het toerisme. Het dorp werd aan de noordoostkant uitgebreid met nieuwbouw.

### Toerisme

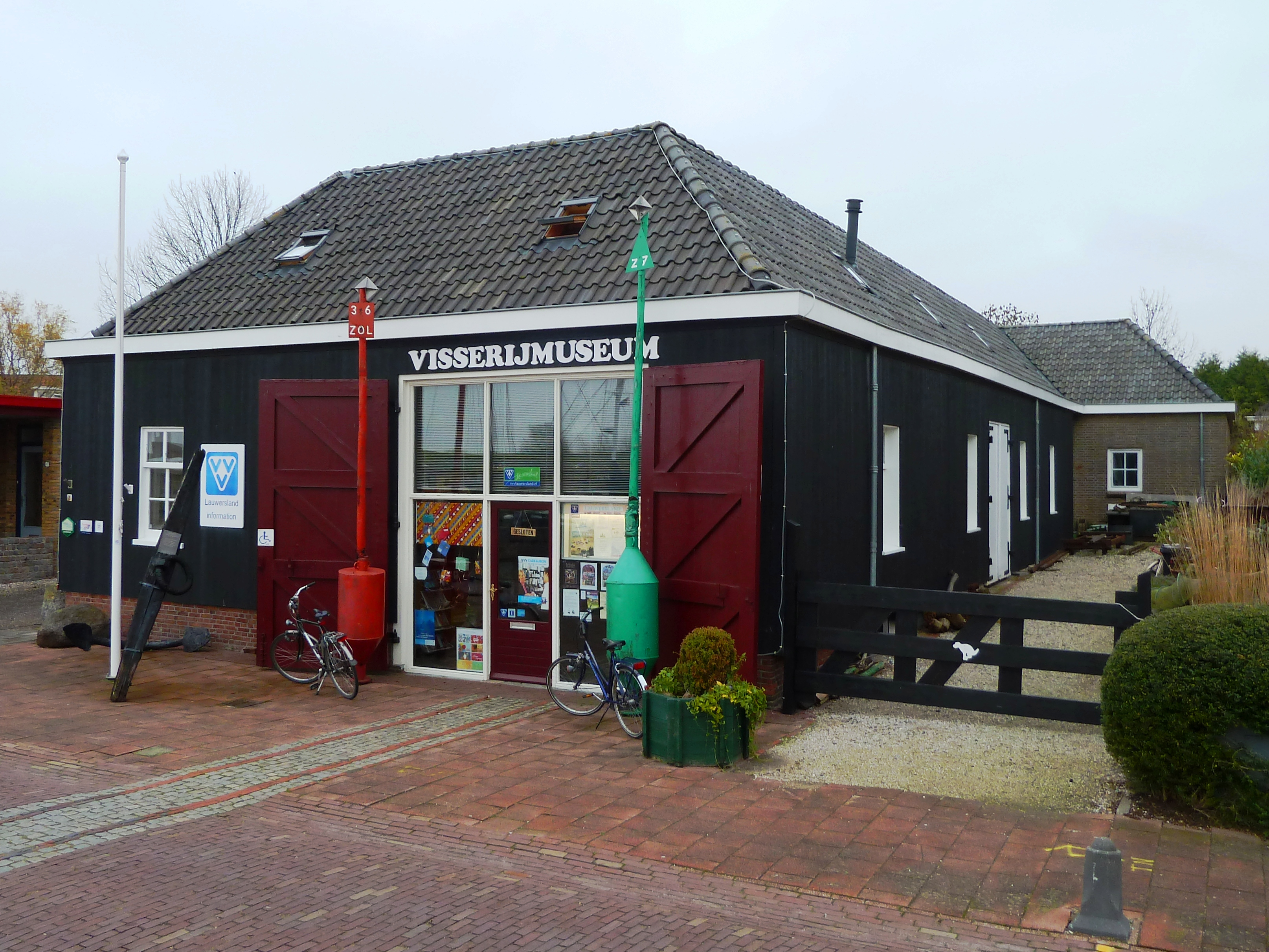
Het Visserijmuseum in de oude betonningsloods.

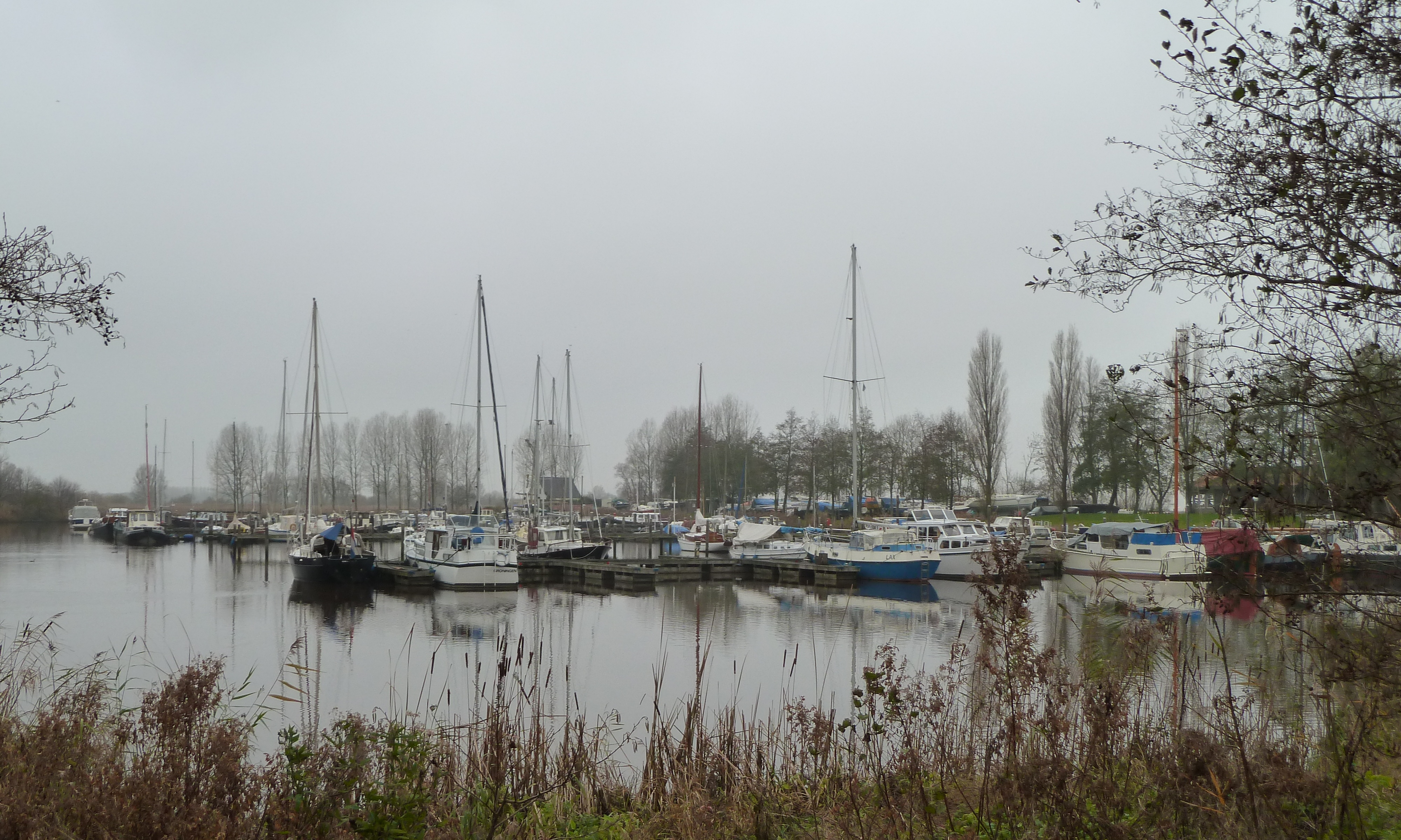
Jachthaven Hunzegat

Door de verplaatsing van de fabriek van Heiploeg naar buiten de bebouwde kom kwam een grote ruimte vrij bij het dorpscentrum. De nieuwe gemeente De Marne, die in 1990 ontstond, besloot daarop het dorp een nieuwe impuls te geven en ontwikkelde een plan gericht op het versterken van het toerisme. Daartoe werden eerst de havenkade en de binnenhaven en vervolgens de dorpskern zelf aangepakt. De Reitsdiepskade kreeg een kleine promenade met horeca, het in 1994 in de vroegere betonningsloods geopende Visserijmuseum Zoutkamp en het bedrijvencomplex van garnalenleverancier Matthijs van der Ploeg.
In 2000 werd een deel van de vroegere vesting Soltkamp opnieuw zichtbaar gemaakt en het winkelcentrum kreeg een opknapbeurt. Een paar jaar later werd de slaperdijk doorgestoken om het haventerrein van jachthaven Hunzegat dat ook een opknapbeurt kreeg, ook vanuit het dorp bereikbaar te maken. Het havenkantoor werd daarbij ingebouwd in de dijk.
In 2008 werd achter het visserijmuseum een tweede oud Zoutkamps huisje herbouwd. Ook kwam er nog een huisje uit 1914 terug naar Zoutkamp dat sinds 1982 bij het Zuiderzeemuseum te Enkhuizen opgeslagen was geweest.
Sinds de voltooiing van het dorpsrevitaliseringsplan en de voltooiing van het project Esonstad aan westzijde van het Lauwersmeer is het aantal toeristen sterk gestegen. De haven vormt sinds 1987 een belangrijke ligplaats voor schepen van de bruine vloot. Met name watersporttoeristen en dagjesmensen doen Zoutkamp, met name in het weekend, steeds vaker aan. Er zijn twee campings en een recreatiecomplex in of bij het dorp.

### Defensie
In Zoutkamp lagen tot in de jaren 1960 munitieschepen in het Reitdiep. Vanaf de jaren 1970 tot 2008 bevonden zich er ook twee schotelantennes van de NSO, onder de naam Grondstation Zoutkamp, voor het afluisteren van telefoonverkeer over de Intelsatsatellieten. Het Ministerie van Defensie kreeg in 2004 na protesten van omwonenden geen toestemming voor het uitbreiden van het aantal schotels van de Raad van State en verplaatste deze daarop in 2008 naar It Grutte Ear bij Burum.
In 1987 kreeg Zoutkamp een vestiging van de Marechaussee, die echter alweer werd opgeheven in 1999. In 2008 werd het gebouw na enige verbouwingen in gebruik genomen als hoofdkantoor van de marechausseebrigade Waddengebied, die verder werklocaties heeft in Harlingen, Leeuwarden en Delfzijl.

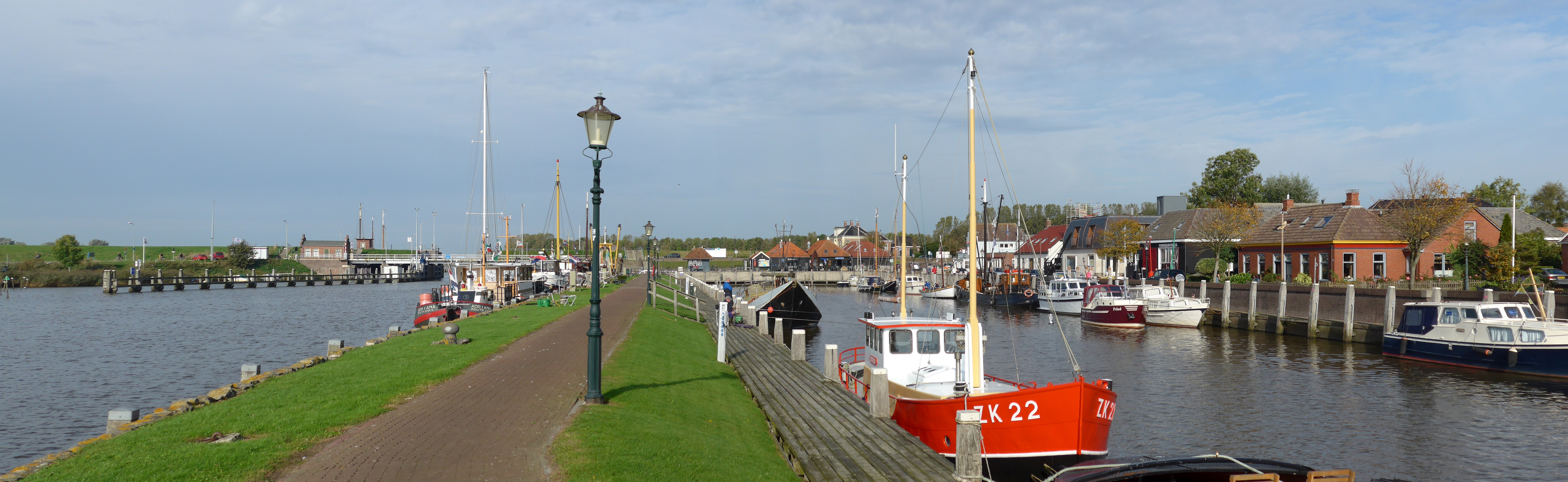
De binnenhaven van Zoutkamp (2014)

## Bevolkingsontwikkeling
| Demografische ontwikkeling tussen 1849 en 2018                      |
| ------------------------------------------------------------------- |
|                                                                     |
| ■ Data afkomstig van volkstellingen.nl ■ Data afkomstig van het CBS |

## Gebouwen

### Kerken

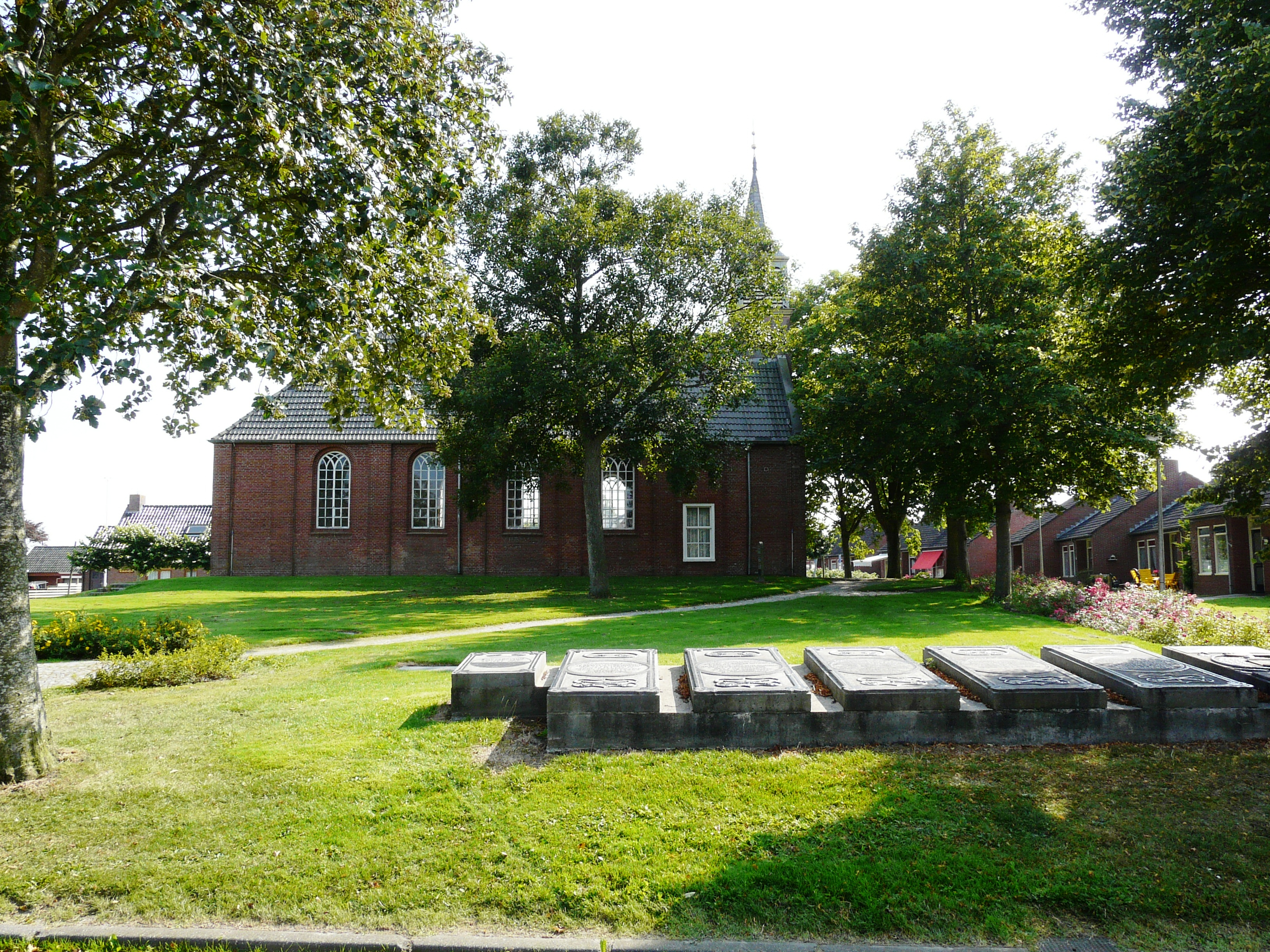
De hervormde kerk van Zoutkamp (2009)

In Zoutkamp werd in 1836 een hervormde kerk gebouwd in neoclassicistische stijl op de vroegere plek van de batterij. Het terrein was toen al in gebruik als kerkhof. In 1866 kreeg de kerk een kleine toren. In 1876 werd de begraafplaats opnieuw ingericht, maar in 1882 werd reeds de huidige begraafplaats buiten het dorp in gebruik genomen. In het hervormde kerkje werd tot 1928 gebruikgemaakt van een harmonium, pas daarna kwam er een kerkorgel. In 1978 werd het 150-jaar oude orgel van de kerk van Veendam in de kerk geplaatst.
In 1882 werd een gereformeerde kerk gebouwd, die in 1969 werd gesloopt nadat in 1965 de nieuwe kerk Het Anker was gereedgekomen. Dit gebouw wordt sinds 2006 gebruikt als PKN-kerk. De hervormde kerk kwam hierdoor vrij waarna de stichting Oude Kerk Zoutkamp het gebouw inrichtte als multicultureel centrum.

### Scholen
Een eerste school werd gebouwd in 1827, een door bewoners zelf verbouwd schoollokaal. In 1843 kwam een nieuw gebouw, dat tot 1874 werd gebruikt. In de loop der tijd verrezen er zowel een openbare, christelijke (in ieder geval al in jaren 1970) als gereformeerde basisschool. De laatste is inmiddels gesloten en huisvest nu het Rijwiel- en Bromfietsmuseum. De huidige openbare basisschool Solte Campe dateert van 1982. Daarnaast is er ook de christelijke Ichthusschool. In 2017 is SWS De Zoutkamperril ontstaan. Deze school is in augustus 2017 ontstaan uit een fusie tussen OBS Solte Campe en CBS de Ichthusschool.

### Bezienswaardigheden

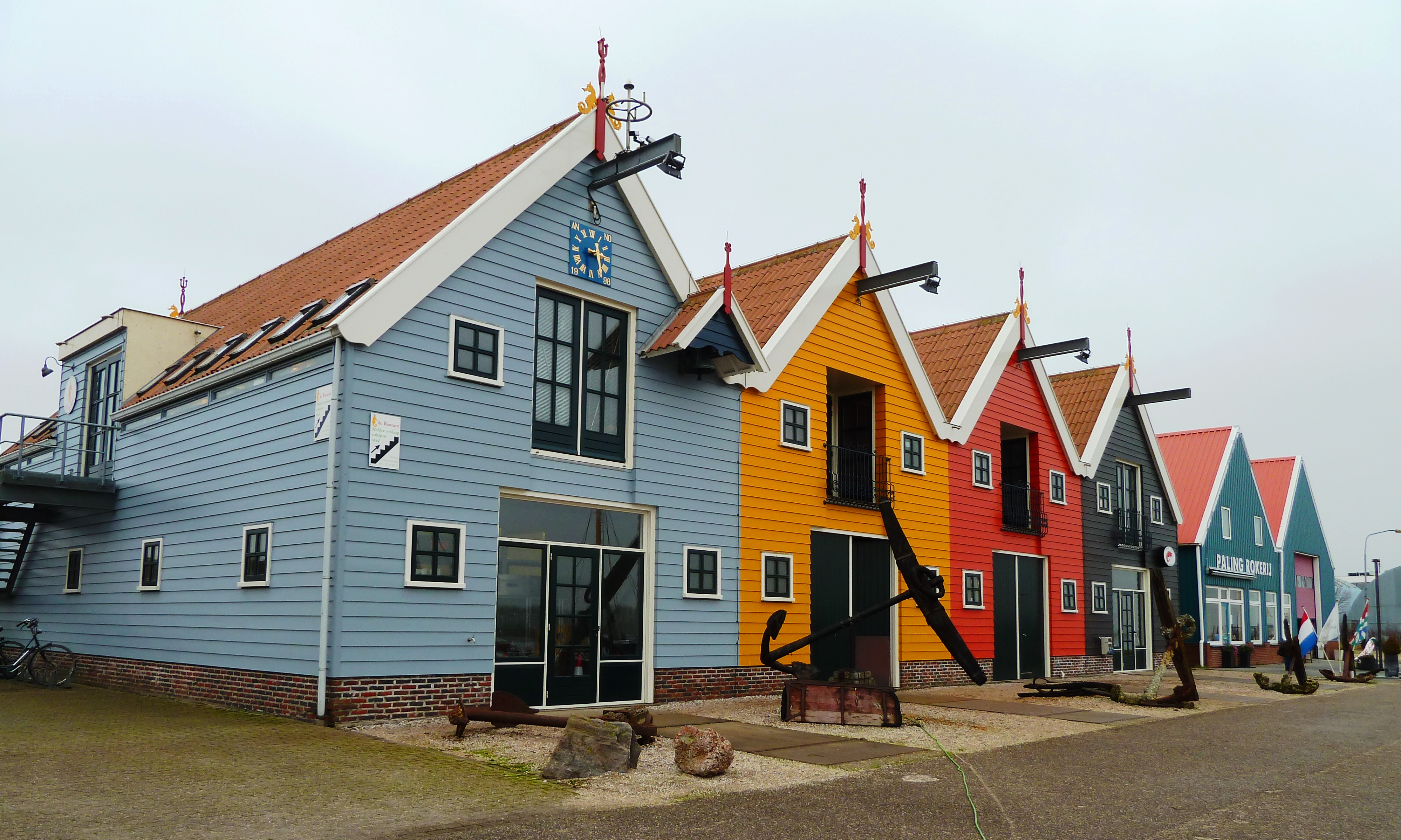
Pittoreske houten huisjes uit de jaren 1990 aan de Reitdiepskade, gebouwd in opdracht van Matthijs van der Ploeg.

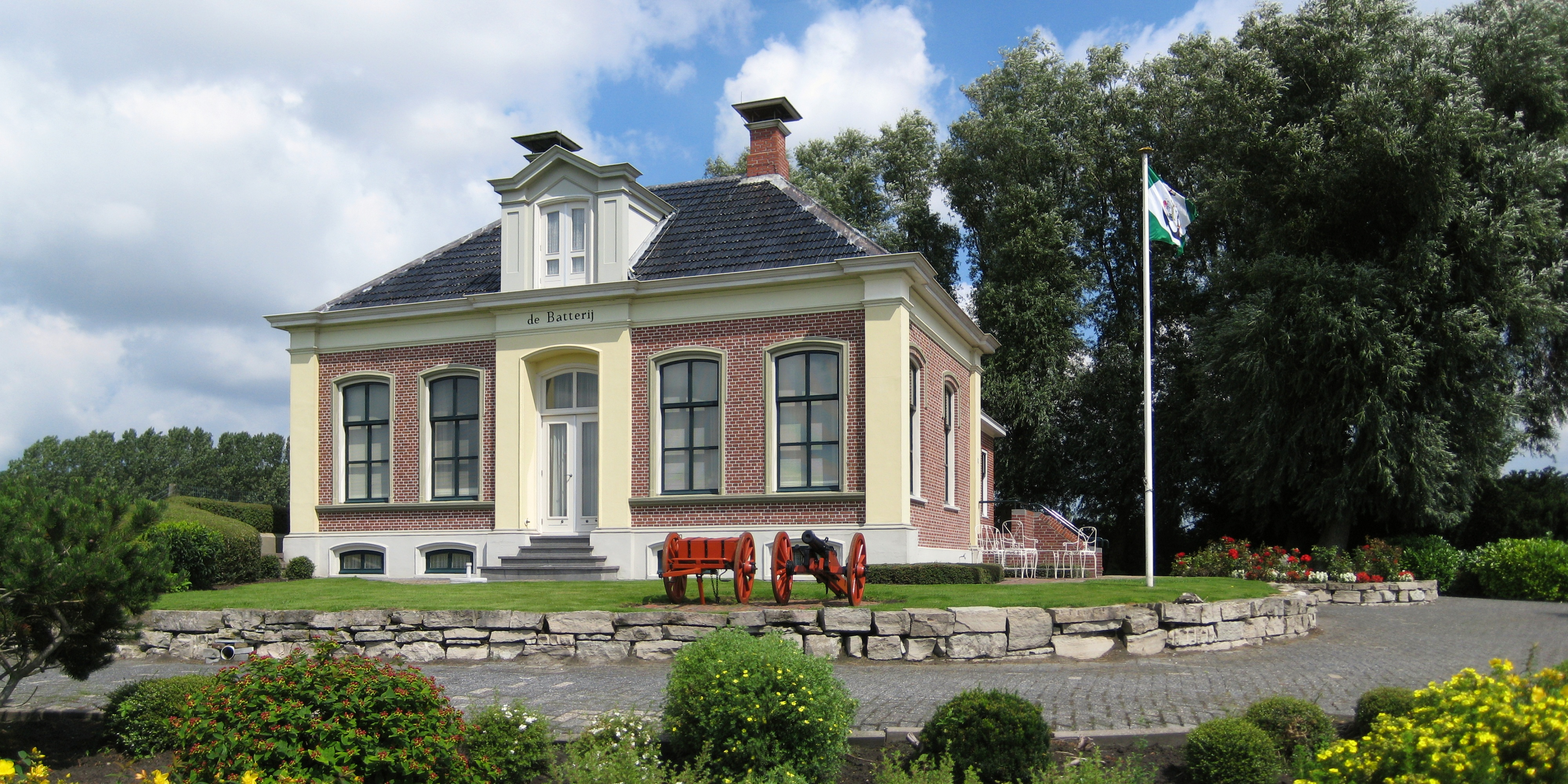
Sluismeesterswoning De Batterij (2011)

Naast de hervormde kerk staan er in Zoutkamp door de saneringsgolf weinig historische gebouwen. Op de twee herbouwde huisjes achter het Visserijmuseum na zijn alleen in de Vissersstraat nog een aantal oude vissershuisjes te zien. Op de dijk staat de vroegere sluiswachterswoning 'De Batterij' uit omstreeks 1880. Aan de Reitdiepskade is in de voormalige houten loods met schilddak van de betonningsdienst uit 1875 sinds 1994 het Visserijmuseum Zoutkamp gevestigd, alsook het VVV-kantoor Lauwersland. Op Dorpsplein 1 staat het in strakke zakelijke stijl opgetrokken hotel-café 'De Zeearend' uit 1929. Bij de Hunsingosluis staat een eenvoudig houten sluismeestershuisje uit 1859 en bij de Reitdiepsluizen staan een sluismeesterswoning en sluismeestersverblijf (later in gebruik als havenkantoor) uit 1877. 

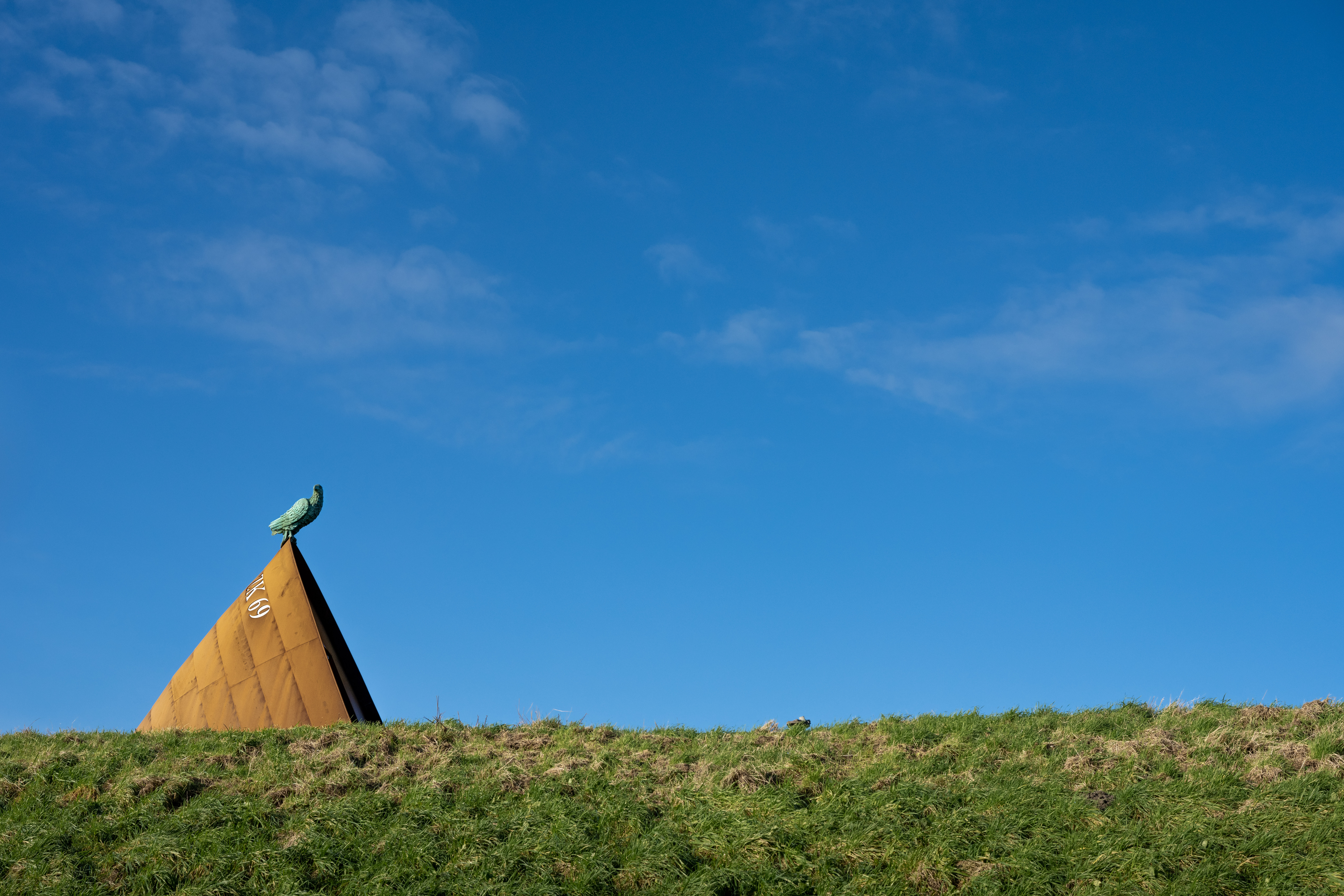
Boegbeeld: monument ter herinnering aan de afsluiting van Zoutkamp van der Lauwerszee (Gert Sennema, 2021)

Tot in de jaren 1970 stond het zogenoemde 'oude veerhuis' aan het Reitdiep, een markant wit gebouwtje dat vele malen werd gefotografeerd. In 1840 stond hier een bokkingheng (bokkingrokerij; voor het roken van haring). Het veerhuis werd later herbouwd (maar niet weer bepleisterd) en is nu in gebruik als vakantiewoning.

## Activiteiten
Sinds jaar en dag vinden elk jaar festiviteiten plaats rond de visserij. Sinds 1958 heeft Zoutkamp ook een Vlaggetjesdag die elk jaar met Pinksteren wordt gehouden en later over meerdere dagen werd uitgespreid. De festiviteiten trekken elk jaar enkele tienduizenden bezoekers.
Sinds 2007 wordt elke vier jaar in september een re-enactment gehouden van de Slag bij Zoutkamp.

## Omgeving
Ten oosten van het dorp ligt om de huidige (derde) begraafplaats 'het Spookbos', die haar naam ontleent aan een sage over een plaatselijke bakker die er in 1840 een geestesverschijning zou hebben gezien. Nadat was gebleken dat dit de buurman was en deze werd gestraft bleven de verschijningen volgens de bevolking doorgaan en kreeg het bos zo zijn naam. In de omgeving van Zoutkamp liggen in de Kollumerwaard een proefboerderij en de voormalige kruitfabriek Kollumerwaard. Iets ten noorden van Zoutkamp ligt ten oosten van de Panserpolder het gehucht Panser, waar vroeger de gelijknamige borg Panser stond.

## Geboren in Zoutkamp
- Sebo Eltjo Woldringh (1866-1960), burgemeester van Kloosterburen
- Egbert Pieters (1893-1981), burgemeester van Grootegast
- David Hartsema (1925-2009), dichter, schrijver en kunstenaar
- Ingeborg Nienhuis (1981), schrijfster en docent Nederlands